# 2016-os U23-as labdarúgó-Ázsia-bajnokság
A 2016-os U23-as labdarúgó-Ázsia-bajnokságot Katarban rendezik 16 csapat részvételével. A címvédő Irak. Japán, Dél-Korea és Irak válogatottjai továbbjutottak a 2016. évi nyári olimpiai játékokra

## Résztvevők
| Nemzet                  | Korábbi részvételek száma |
| ----------------------- | ------------------------- |
| Katar · (Rendező)       | 1                         |
| Irak                    | 2                         |
| Jordánia                | 2                         |
| Szaúd-Arábia            | 2                         |
| Irán                    | 2                         |
| Egyesült Arab Emírségek | 2                         |
| Jemen                   | 2                         |
| Szíria                  | 2                         |
| Üzbegisztán             | 2                         |
| Ausztrália              | 2                         |
| Észak-Korea             | 2                         |
| Thaiföld                | 1                         |
| Dél-Korea               | 2                         |
| Japán                   | 2                         |
| Vietnám                 | 1                         |
| Kína                    | 2                         |

## Csoportkör
Az összes időpont UTC+3-as időzónában értendő.

### A csoport
| Csapat | M | Gy | D | V | G+ | G– | Gk | P |
| ------ | - | -- | - | - | -- | -- | -- | - |
| Katar  | 3 | 3  | 0 | 0 | 9  | 4  | +5 | 9 |
| Irán   | 3 | 2  | 0 | 1 | 6  | 4  | +2 | 6 |
| Szíria | 3 | 1  | 0 | 2 | 5  | 7  | –2 | 3 |
| Kína   | 3 | 0  | 0 | 3 | 4  | 9  | –5 | 0 |

| 2016. január 12. 16:30 |

| Szíria | 0–2               | Irán                            |
| ------ | ----------------- | ------------------------------- |
|        | (0–0) Jegyzőkönyv | Motahhari 64' Mi. Mohammadi 72' |

| Jassim Bin Hamad stadion, Doha Nézőszám: 1133 Játékvezető: Chris Beath (ausztrál) |

| 2016. január 12. 19:30 |

| Katar                           | 3–1               | Kína                            |
| ------------------------------- | ----------------- | ------------------------------- |
| A. Hassan 65' 72' Alaaeldin 82' | (0–1) Jegyzőkönyv | Liao Li-seng (Liao Lisheng) 43' |

| Abdulla bin Khalifa stadion, Doha Nézőszám: 6340 Játékvezető: Kim Dzsonghjok (Kim Jong-Hyeok) (koreai) |

| 2016. január 15. 16:30 |

| Kína                                       | 1–3               | Szíria                      |
| ------------------------------------------ | ----------------- | --------------------------- |
| Liao Li-seng (Liao Lisheng) 21' Du Jia 41′ | (1–1) Jegyzőkönyv | Kharbin 43' 53' Albaher 83' |

| Abdullah bin Khalifa stadion, Doha Nézőszám: 1205 Játékvezető: Crishantha Dilan Perera (Srí Lanka-i) |

| 2016. január 15. 19:30 |

| Irán         | 1–2               | Katar                    |
| ------------ | ----------------- | ------------------------ |
| Karimi 90+1' | (0–1) Jegyzőkönyv | Alaaeldin 35' Hassan 56' |

| Jassim Bin Hamad stadion, Doha Nézőszám: 11026 Játékvezető: Mohd Amirul (maláj) |

| 2016. január 18. 19:30 |

| Katar                                | 4–2               | Szíria                          |
| ------------------------------------ | ----------------- | ------------------------------- |
| Hassan 10' Alaaeldin 24' 82' Ali 28' | (3–1) Jegyzőkönyv | Kalfa 4' Kharbin 81' (11-esből) |

| Jassim Bin Hamad stadion, Doha Játékvezető: Ahmed Abu Bakar Al Kaf (ománi) |

| 2016. január 18. 19:30 |

| Irán                                  | 3–2               | Kína                                                                     |
| ------------------------------------- | ----------------- | ------------------------------------------------------------------------ |
| Motahhari 38' Pahlavan 40' Torabi 48' | (2–1) Jegyzőkönyv | Cseng Feija (Chang Feiya) 40' Liao Li-seng (Liao Lisheng) 70' (11-esből) |

| Abdullah bin Khalifa stadion, Doha Játékvezető: Tantasev Ilgiz (üzbég) |

### B csoport
| Csapat       | M | Gy | D | V | G+ | G– | Gk | P |
| ------------ | - | -- | - | - | -- | -- | -- | - |
| Japán        | 3 | 3  | 0 | 0 | 7  | 1  | +6 | 9 |
| Észak-Korea  | 3 | 0  | 2 | 1 | 5  | 6  | –1 | 2 |
| Szaúd-Arábia | 3 | 0  | 2 | 1 | 5  | 6  | –1 | 2 |
| Thaiföld     | 3 | 0  | 2 | 1 | 3  | 7  | –4 | 2 |

| 2016. január 13. 16:30 |

| Japán   | 1–0               | Észak-Korea |
| ------- | ----------------- | ----------- |
| Ueda 5' | (1–0) Jegyzőkönyv |             |

| Grand Hamad stadion, Doha Játékvezető: Alireza Faghani (iráni) |

| 2016. január 13. 19:30 |

| Szaúd-Arábia | 1–1               | Thaiföld  |
| ------------ | ----------------- | --------- |
| Alsaiari 71' | (0–0) Jegyzőkönyv | Pinyo 84' |

| Grand Hamad stadion, Doha Játékvezető: Mohammed Abdulla Hassan (Egyesült Arab Emírségekbeli) |

| 2016. január 16. 16:30 |

| Thaiföld | 0–4               | Japán                                            |
| -------- | ----------------- | ------------------------------------------------ |
|          | (0–1) Jegyzőkönyv | Szuzuki 27' Jadzsima 49' Kúbo 75' 84' (11-esből) |

| Grand Hamad stadion, Doha Játékvezető: Tantasev Ilgiz (üzbég) |

| 2016. január 16. 19:30 |

| Észak-Korea                                        | 3–3               | Szaúd-Arábia                         |
| -------------------------------------------------- | ----------------- | ------------------------------------ |
| Kim Jong-Il 27' Jun Il-Kvang 52' Jang Kuk-Csol 85' | (1–1) Jegyzőkönyv | Kanno 40' Almuwallad 62' Alharbi 69' |

| Grand Hamad stadion, Doha Játékvezető: Adham Mohammad Makhadmeh (jordán) |

| 2016. január 19. 16:30 |

| Szaúd-Arábia | 1–2               | Japán                 |
| ------------ | ----------------- | --------------------- |
| Madu 57'     | (0–1) Jegyzőkönyv | Osima 32' Joszuke 53' |

| Suheim Bin Hamad stadion, Doha Játékvezető: Mohammed Abdulla Hassan (Egyesült Arab Emírségekbeli) |

| 2016. január 13. 16:30 |

| Észak-Korea                           | 2–2               | Thaiföld                    |
| ------------------------------------- | ----------------- | --------------------------- |
| Kim Jong-Il 17' Thossawat 45' (öngól) | (2–1) Jegyzőkönyv | Narubadin 30' Chanathip 78' |

| Grand Hamad stadion, Doha Játékvezető: Mohd Amirul (maláj) |

### C csoport
| Csapat      | M | Gy | D | V | G+ | G– | Gk | P |
| ----------- | - | -- | - | - | -- | -- | -- | - |
| Dél-Korea   | 3 | 2  | 1 | 0 | 8  | 2  | +6 | 7 |
| Irak        | 3 | 2  | 1 | 0 | 6  | 3  | +3 | 7 |
| Üzbegisztán | 3 | 1  | 0 | 2 | 6  | 6  | 0  | 3 |
| Jemen       | 3 | 0  | 0 | 3 | 1  | 10 | –9 | 0 |

| 2016. január 13. 16:30 |

| Irak                  | 2–0               | Jemen |
| --------------------- | ----------------- | ----- |
| Ali F. 36' Ali H. 39' | (2–0) Jegyzőkönyv |       |

| Suheim Bin Hamad stadion, Doha Játékvezető: Szató Rjúdzsi (japán) |

| 2016. január 13. 19:30 |

| Dél-Korea                                           | 2–1               | Üzbegisztán     |
| --------------------------------------------------- | ----------------- | --------------- |
| Moon Csangdzsin (Moon Chang Jin) 20' (11-esből) 48' | (1–0) Jegyzőkönyv | Dosztonybek 57' |

| Suheim Bin Hamad stadion, Doha Játékvezető: Fahad Almirdasi (Szaúd-arábiai) |

| 2016. január 16. 16:30 |

| Jemen | 0–5               | Dél-Korea |
| ----- | ----------------- | --- |
|       | (0–3) Jegyzőkönyv | Kvon Csanghún (Kwon Changhoon) 14' 31' 41' Rju Szunkvó (Ryu Seungwoo) 72' Kim Szungdzsun (Kim Seung Jun) 76' |

| Suheim Bin Hamad stadion, Doha Játékvezető: Dmitrij Masencev (kirgiz) |

| 2016. január 16. 19:30 |

| Üzbegisztán                | 2–3               | Irak                             |
| -------------------------- | ----------------- | -------------------------------- |
| Dosztonybek 1' Kakimov 79' | (1–2) Jegyzőkönyv | Amjed A. 38' Mahdi 43' Humam 84' |

| Suheim Bin Hamad stadion, Doha Játékvezető: Ahmed Abu Bakar Ali Kaf (ománi) |

| 2016. január 19. 19:30 |

| Irak           | 1–1               | Dél-Korea               |
| -------------- | ----------------- | ----------------------- |
| Amjed W. 90+2' | (0–1) Jegyzőkönyv | Kim Hjun (Kim Hyun) 22' |

| Grand Hamad stadion, Doha Játékvezető: Abdulramán al-Dzsasszím (katari) |

| 2016. január 19. 19:30 |

| Üzbegisztán                                | 3–1               | Jemen         |
| ------------------------------------------ | ----------------- | ------------- |
| Javokir 18' Szergejev 68' Jaloliddin 90+3' | (1–0) Jegyzőkönyv | Al-Sarori 82' |

| Suheim Bin Hamad stadion, Doha Játékvezető: Ma Ning (kínai) |

### D csoport
| Csapat                  | M | Gy | D | V | G+ | G– | Gk | P |
| ----------------------- | - | -- | - | - | -- | -- | -- | - |
| Jordánia                | 3 | 2  | 1 | 0 | 4  | 2  | +2 | 7 |
| Egyesült Arab Emírségek | 3 | 1  | 2 | 0 | 3  | 1  | +2 | 5 |
| Ausztrália              | 3 | 1  | 1 | 1 | 2  | 1  | +1 | 4 |
| Vietnám                 | 3 | 0  | 0 | 3 | 3  | 8  | –5 | 0 |

| 2016. január 14. 16:30 |

| Jordánia                       | 3–1               | Vietnám         |
| ------------------------------ | ----------------- | --------------- |
| Faisal 38' 72' Al-Manasrah 68' | (1–0) Jegyzőkönyv | Đỗ Duy Mạnh 87' |

| Suheim Bin Hamad stadion, Doha Játékvezető: Ma Ning (kínai) |

| 2016. január 14. 19:30 |

| Ausztrália | 0–1               | Egyesült Arab Emírségek |
| ---------- | ----------------- | ----------------------- |
|            | (0–0) Jegyzőkönyv | Gallifuoco 86' (öngól)  |

| Grand Hamad stadion, Doha Játékvezető: Abdulramán al-Dzsasszím (katari) |

| 2016. január 17. 16:30 |

| Vietnám | 0–2               | Ausztrália               |
| ------- | ----------------- | ------------------------ |
|         | (0–1) Jegyzőkönyv | Donachie 2' MacLaren 61' |

| Grand Hamad stadion, Doha Játékvezető: Ali Sabah Al-Qaysi (iraki) |

| 2016. január 17. 19:30 |

| Egyesült Arab Emírségek | 0–0         | Jordánia |
| ----------------------- | ----------- | -------- |
|                         | Jegyzőkönyv |          |

| Suheim Bin Hamad stadion, Doha Játékvezető: Kim Dzsonghjok (Kim Jong-Hyeok) (dél-koreai) |

| 2016. január 20. 19:30 |

| Jordánia | 0–0         | Ausztrália |
| -------- | ----------- | ---------- |
|          | Jegyzőkönyv |            |

| Suheim Bin Hamad stadion, Doha Játékvezető: Szató Rjúdzsi (japán) |

| 2016. január 20. 19:30 |

| Egyesült Arab Emírségek                                            | 3–2               | Vietnám                                               |
| ------------------------------------------------------------------ | ----------------- | ----------------------------------------------------- |
| Phạm Hoàng Lâm 65' (öngól) Al-Akberi 74' Al-Hashimi 78' (11-esből) | (0–1) Jegyzőkönyv | Nguyễn Công Phượng 24' (11-esből) Nguyễn Tuấn Anh 68' |

| Grand Hamad stadion, Doha Játékvezető: Fahad Almirdasi (Szaúd-arábiai) |

## Egyenes kieséses szakasz
|  |              |                         |              |            |   |             |             |            |               |               |               |       |       |
|  | Negyeddöntők | Negyeddöntők            | Negyeddöntők |            |   | Elődöntők   | Elődöntők   | Elődöntők  |               |               | Döntő         | Döntő | Döntő |
|  | Negyeddöntők | Negyeddöntők            | Negyeddöntők |            |   | Elődöntők   | Elődöntők   | Elődöntők  |               |               | Döntő         | Döntő | Döntő |
|  | január 22.   |                         |              |            |   |             |             |            |               |               |               |       |       |
|  |              |                         |              |            |   |             |             |            |               |               |               |       |       |
|  | A1           | Katar (h.u.)            | 2            |            |   |             |             |            |               |               |               |       |       |
|  | A1           | Katar (h.u.)            | 2            | január 26. |   |             |             |            |               |               |               |       |       |
|  | B2           | Észak-Korea             | 1            |            |   |             |             |            |               |               |               |       |       |
|  | B2           | Észak-Korea             | 1            |            |   | Katar       | Katar       | 1          |               |               |               |       |       |
|  | január 23.   |                         |              |            |   | Katar       | Katar       | 1          |               |               |               |       |       |
|  |              |                         | Dél-Korea    | Dél-Korea  | 3 |             |             |            |               |               |               |       |       |
|  | C1           | Dél-Korea               | Dél-Korea    | Dél-Korea  | 3 | 1           |             |            |               |               |               |       |       |
|  | C1           | Dél-Korea               |              |            |   | 1           | január 30.  |            |               |               |               |       |       |
|  | D2           | Jordánia                | 0            |            |   |             |             |            |               |               |               |       |       |
|  | D2           | Jordánia                | 0            |            |   | Dél-Korea   | Dél-Korea   | 2          |               |               |               |       |       |
|  | január 22.   |                         |              |            |   | Dél-Korea   | Dél-Korea   | 2          |               |               |               |       |       |
|  |              |                         | Japán        | Japán      | 3 |             |             |            |               |               |               |       |       |
|  | B1           | Japán (h.u.)            | Japán        | Japán      | 3 | 3           |             |            |               |               |               |       |       |
|  | B1           | Japán (h.u.)            | január 26.   |            |   | 3           |             |            |               |               |               |       |       |
|  | A2           | Irán                    | 0            |            |   |             |             |            |               |               |               |       |       |
|  | A2           | Irán                    | 0            |            |   | Japán       | Japán       | 2          | Bronzmérkőzés | Bronzmérkőzés | Bronzmérkőzés |       |       |
|  | január 23.   |                         |              |            |   | Japán       | Japán       | 2          | Bronzmérkőzés | Bronzmérkőzés | Bronzmérkőzés |       |       |
|  |              |                         | Irak         | Irak       | 1 |             |             | január 29. | január 29.    | január 29.    |               |       |       |
|  | D1           | Egyesült Arab Emírségek | Irak         | Irak       | 1 | 1           |             | január 29. | január 29.    | január 29.    |               |       |       |
|  | D1           | Egyesült Arab Emírségek |              |            |   |             |             | Katar      | Katar         | 1             |               |       |       |
|  | C2           | Irak (h.u.)             | 3            |            |   |             |             | Katar      | Katar         | 1             |               |       |       |
|  | C2           | Irak (h.u.)             | 3            |            |   | Irak (h.u.) | Irak (h.u.) | 2          |               |               |               |       |       |
|  |              |                         |              |            |   | Irak (h.u.) | Irak (h.u.) | 2          |               |               |               |       |       |

### Negyeddöntők
| 2016. január 22. 16:30 |

| Japán                             | 3–0 (h. u.)                 | Irán |
| --------------------------------- | --------------------------- | ---- |
| Tojokava 95' Nakadzsima 108' 110' | (0–0, 0–0, 1–0) Jegyzőkönyv |      |

| Abdullah bin Khalifa stadion, Doha Játékvezető: Crishantha Dilan Perera (Srí Lanka-i) |

| 2016. január 22. 19:30 |

| Katar                              | 2–1 (h. u.)                 | Észak-Korea           |
| ---------------------------------- | --------------------------- | --------------------- |
| Afif 6' (11-esből) Aszad Állah 92' | (1–0, 1–1, 2–1) Jegyzőkönyv | Szo Kjong-dzsin 90+2' |

| Jassim Bin Hamad stadion, Doha Játékvezető: Tantasev Ilgiz (üzbég) |

| 2016. január 23. 16:30 |

| Dél-Korea                           | 1–0               | Jordánia |
| ----------------------------------- | ----------------- | -------- |
| Mún Csangdzsin (Moon Chang-jin) 23' | (1–0) Jegyzőkönyv |          |

| Suheim Bin Hamad stadion, Doha Játékvezető: Alireza Faghani (iráni) |

| 2016. január 23. 19:30 |

| Egyesült Arab Emírségek | 1–3 (h. u.)                 | Irak                                       |
| ----------------------- | --------------------------- | ------------------------------------------ |
| Alaa A. 75' (öngól)     | (0–0, 1–1, 1–2) Jegyzőkönyv | Ali. H 77' Mohanad A. 103' Amjed A. 120+3' |

| Grand Hamad Stadion, Doha Játékvezető: Christopher Beath (ausztrál) |

### Elődöntők
| 2016. január 26. 16:30 |

| Japán                   | 2–1               | Irak        |
| ----------------------- | ----------------- | ----------- |
| Kúbo 26' Harakava 90+3' | (1–1) Jegyzőkönyv | Suad N. 43' |

| Abdullah bin Khalifa stadion, Doha Játékvezető: Mohd Amirul (maláj) |

| 2016. január 26. 19:30 |

| Katar            | 1–3               | Dél-Korea                                                                                               |
| ---------------- | ----------------- | --- |
| A. Alaaeldin 79' | (0–0) Jegyzőkönyv | Rju Szunkvó (Ryo Seungwoo) 48' Kvon Csanghún (Kwon Changhoon) 89' Mún Csangdzsin (Moon Chang-jin) 90+5' |

| Jassim Bin Hamad stadion, Doha Játékvezető: Crishantha Dilan Perera (Srí Lanka-i) |

### Bronzmérkőzés
| 2016. január 29. 17:45 |

| Katar            | 1–2 (h. u.)                 | Irak                      |
| ---------------- | --------------------------- | ------------------------- |
| A. Alaaeldin 27' | (1–0, 1–1, 1–1) Jegyzőkönyv | Mohanad 86' Aymen H. 109' |

| Jassim Bin Hamad stadion, Doha Játékvezető: Ahmed Abu Bakar Al Kaf (ománi) |

### Döntő
| 2016. január 30. 17:45 |

| Dél-Korea                                                          | 2–3               | Japán                       |
| ------------------------------------------------------------------ | ----------------- | --------------------------- |
| Kvon Csanghún (Kwon Changhoon) 20' Dzsin Szunkuk (Jin Seunguk) 47' | (1–0) Jegyzőkönyv | Ászano 66' 81' Jadzsima 68' |

| Abdullah bin Khalifa stadion, Doha Játékvezető: Abdulramán al-Dzsasszím (katari) |

| A 2016-os U23-as labdarúgó-Ázsia-bajnokság győztese |
| --------------------------------------------------- |
| · Japán · 1. cím                                    |